# Кузнєцов Микола Олександрович (велогонщик)
Кузнєцов Микола Олександрович (20 липня 1973) — російський велогонщик.
Срібний призер Олімпійських Ігор 1996 року в командній гонці переслідування, учасник 1992 року.